# Tieles
Os tieles (também conhecido como Chile ou Gaoche) vivem na região do norte da China e na Ásia Central. Eles emergiram após a desintegração da confederação de Xiongnu. Fontes chinesas associam eles como os ancestrais dos dinglingues.